# Établissement gallo-romain du Val de Millières
L'établissement gallo-romain du Val de Millières est un site situé à Urville, en France.

## Localisation
Le site est situé sur la commune d'Urville, dans le département français de l'Aube.

## Historique
Au lieu-dit Val de Millières, subsistent les vestiges d'un établissement gallo-romain qui a été fouillé sur une surface d'environ 500 m2. Les fouilles ont révélé les vestiges de deux bâtiments bordant une cour.
L'édifice est inscrit au titre des monuments historiques en 1988.